# Camptomyces subsigmoideus
Camptomyces subsigmoideus är en svampart som beskrevs av Thaxt. 1926. Camptomyces subsigmoideus ingår i släktet Camptomyces och familjen Laboulbeniaceae.   Inga underarter finns listade i Catalogue of Life.